# Luperina radicosa
Luperina radicosa là một loài bướm đêm trong họ Noctuidae.